# Igreja da Misericórdia de Monchique
A Igreja da Misericórdia é um monumento religioso do Município de Monchique, no Distrito de Faro, em Portugal.

## Descrição e história
O edifício da Igreja está situado no centro da vila de Monchique. No seu interior, destaca-se principalmente a talha no altar, no púlpito e no baldaquino, duas telas de grandes dimensões do século XVIII, os painéis que eram levados nas procissões, e uma imagem de São Francisco do século XVIII. Existe igualmente uma tribuna para os mesários, que está adornada com marmoreado em tons polícronos.
O imóvel foi construído em data desconhecida, provavelmente antes do século XVI.